# هنري هاريسون ماركهام
هنري هاريسون ماركهام وهو سياسي أمريكي ينتمي إلى الحزب الجمهوري من مواليد 16 كانون الأول - ديسمبر من سنة 1840 في ولاية نيويورك انتقل ماركهام إلى ولاية ويسكونسن وشارك في الحرب الأهلية الأميركية بعد الحرب درس القانون وانتقل إلى ولاية كاليفورنيا في عام 1879. خدم هنري هاريسون ماركهام في مجلس النواب الأمريكي ما بين عامي 1885 إلى عام 1887 وحاكما على ولاية كاليفورنيا الأمريكية ما بين عامي 1891 إلى عام 1895 توفي هنري هاريسون ماركهام في 9 تشرين الأول - أكتوبر من سنة 1923 في ولاية كاليفورنيا.